# Truncatellina cameroni
Truncatellina cameroni is een slakkensoort uit de familie van de Vertiginidae. De wetenschappelijke naam van de soort is voor het eerst geldig gepubliceerd in 2004 door Triantis & Pokryszko.